# Nihonella chika
Genre
Espèce
Nihonella chika, unique représentant du genre Nihonella, est une espèce d'araignées aranéomorphes de la famille des Linyphiidae.

## Distribution
Cette espèce est endémique du Japon. Elle se rencontre dans des grottes dans les préfectures d'Okayama et de Nara.

## Description
Le mâle holotype mesure 1,79 mm et les femelles de 2,10 à 2,47 mm.

## Publication originale
- Ballarin & Yamasaki, 2021 : « Nihonella gen. nov., a new troglophilic genus of dwarf spiders from Japan with a discussion on its phylogenetic position within the subfamily Erigoninae (Araneae, Linyphiidae). » European Journal of Taxonomy, no 733, p. 1-18 (texte intégral).